# Leichtathletik-Europameisterschaften 2006/Marathon der Männer

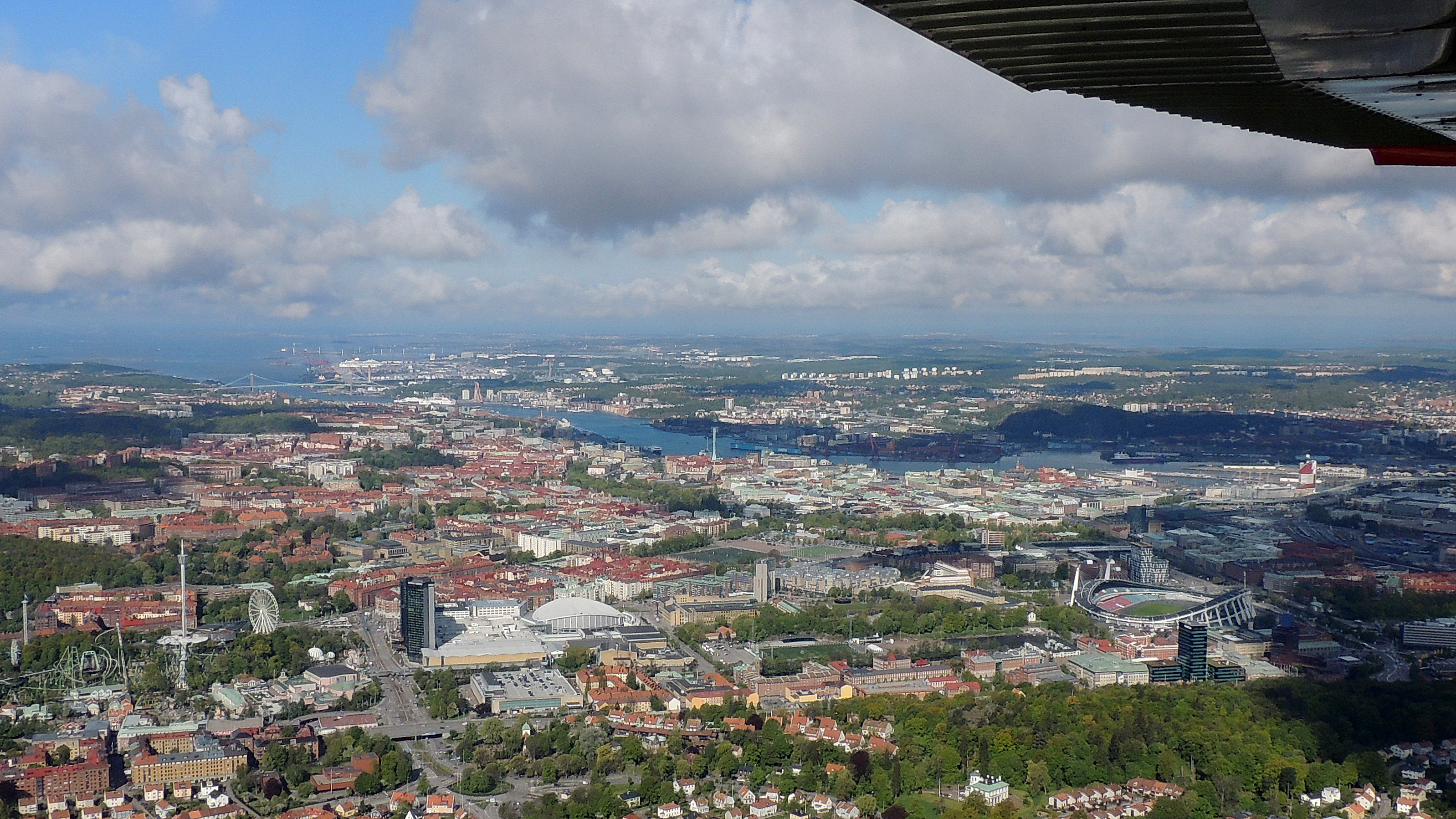
Blick auf Göteborg im Jahr 2015

Der Marathonlauf der Männer bei den Leichtathletik-Europameisterschaften 2006 fand am 13. August 2006 auf einem rund zehn Kilometer langen und viermal zu durchlaufenden Rundkurs im Stadtzentrum von Göteborg, Schweden, statt.
Der Italiener Stefano Baldini gewann das Rennen in 2:11:32 h. Vizeeuropameister wurde der Schweizer Viktor Röthlin vor dem Spanier Julio Rey.
Zum dritten Mal bei Europameisterschaften gab es eine Teamwertung, den sogenannten Marathon-Cup. Hierfür wurden die Zeiten der drei besten Läufer je Nation addiert. Die Wertung zählte allerdings nicht zum offiziellen Medaillenspiegel. Es siegte die Mannschaft aus Italien vor Portugal und den Niederlanden. 

## Bestehende Rekorde
| Weltrekord           | Paul Tergat  | 2:04:55 h | Berlin-Marathon 2003    | 28. September 2003 |
| Europarekord         | Carlos Lopes | 2:07:12 h | Rotterdam-Marathon 1985 | 20. April 1985     |
| Meisterschaftsrekord | Martín Fiz   | 2:10:31 h | EM in Helsinki          | 14. August 1994    |

Der bestehende EM-Rekord wurde bei diesen Europameisterschaften nicht erreicht. Mit seiner Siegerzeit von 2:11:32 min blieb der italienische Europameister Stefano Baldini 1:01 min über dem Rekord. Zum Europarekord fehlten ihm 4:20 min, zum Weltrekord 6:37 min.

## Zwischenzeiten
| Marke | Zeit      | Führender | 5-km-Zeit |
| ----- | --------- | --- | --------- |
| 5 km  | 15:20 min | Viktor Röthlin mit 17köpfiger Gruppe | 15:20 min |
| 10 km | 30:58 min | Francesco Ingargiola mit 25köpfiger Gruppe | 15:38 min |
| 15 km | 46:54 min | Giacomo Leone mit 18köpfiger Gruppe | 15:56 min |
| 20 km | 1:02:24 h | Röthlin / Novo 2 s zurück / 15köpfige Verfolgergruppe 13 s zurück                                                                                            | 15:30 min |
| 25 km | 1:17:41 h | Jesus, Ingargiola, Baldini, Ziani, Rey, Chaíça, Ornelas, Röthlin, Novo / Maase, Holmén 16 s zurück                                                           | 15:17 min |
| 30 km | 1:33:57 h | Ingargiola, Burmakin, Jesus, Ziani, Baldini, Chaíça, Ornelas, Rey, Röthlin, Semyonov, Holmén, Maase / Robinson, Krotwaar, Novo 3 s zurück                    | 16:16 min |
| 35 km | 1:49:13 h | Röthlin, Baldini / Rey, Ingargiola 8 s zur. / Ornelas 19 s z. / Burmakin 24 s z. / Novo, Holmen, Chaíça 31 s z. / Krotwaar 34 s z. / Maase, Semyonov 37 s z. | 15:16 min |
| 40 km | 2:04:54 h | Röthlin, Baldini / Ingargiola, Krotwaar, Rey 46 s zur. / Chaíça 1:02 min zur. / Holmen 1:07 min zur. / Semyonov 1:07 min zur. / Jesus, Maase 1:17 min zur.   | 15:41 min |

## Legende
| DNF | Wettkampf nicht beendet (did not finish) |

## Ergebnis
13. August 2006

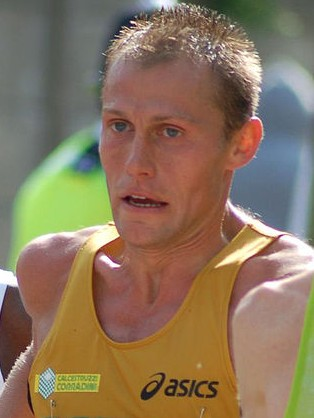
Europameister Stefano Baldini

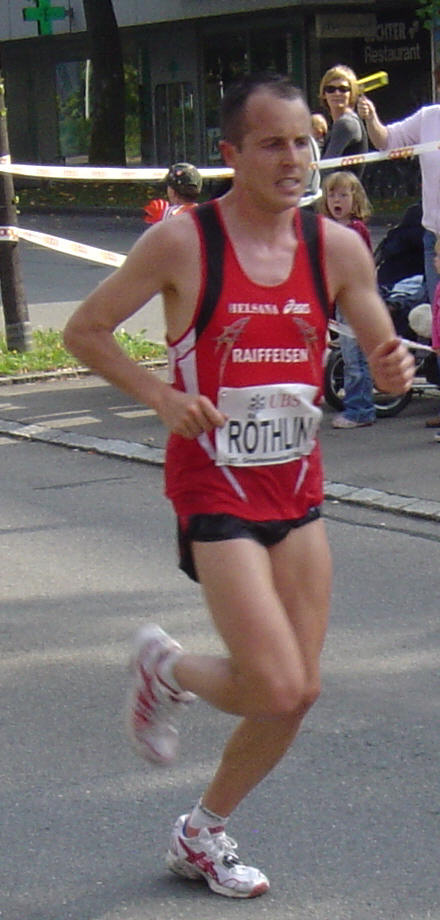
Viktor Röthlin – Silbermedaillengewinner

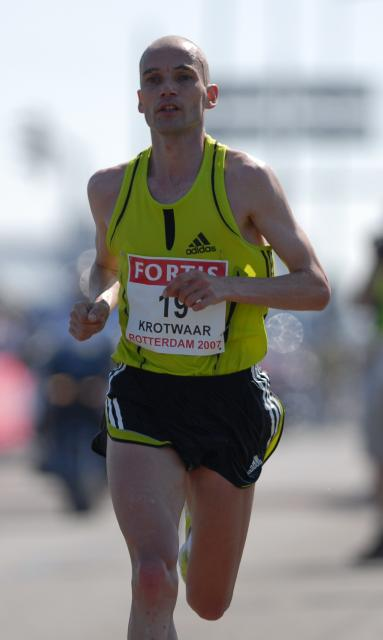
Luc Krotwaar – Rang vier

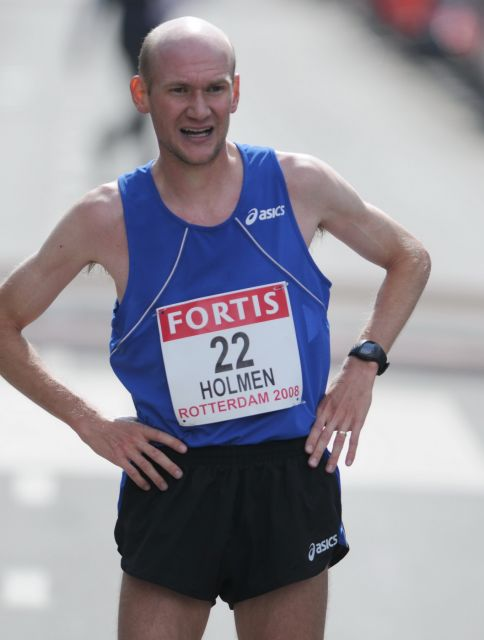
Janne Holmén – Rang sieben

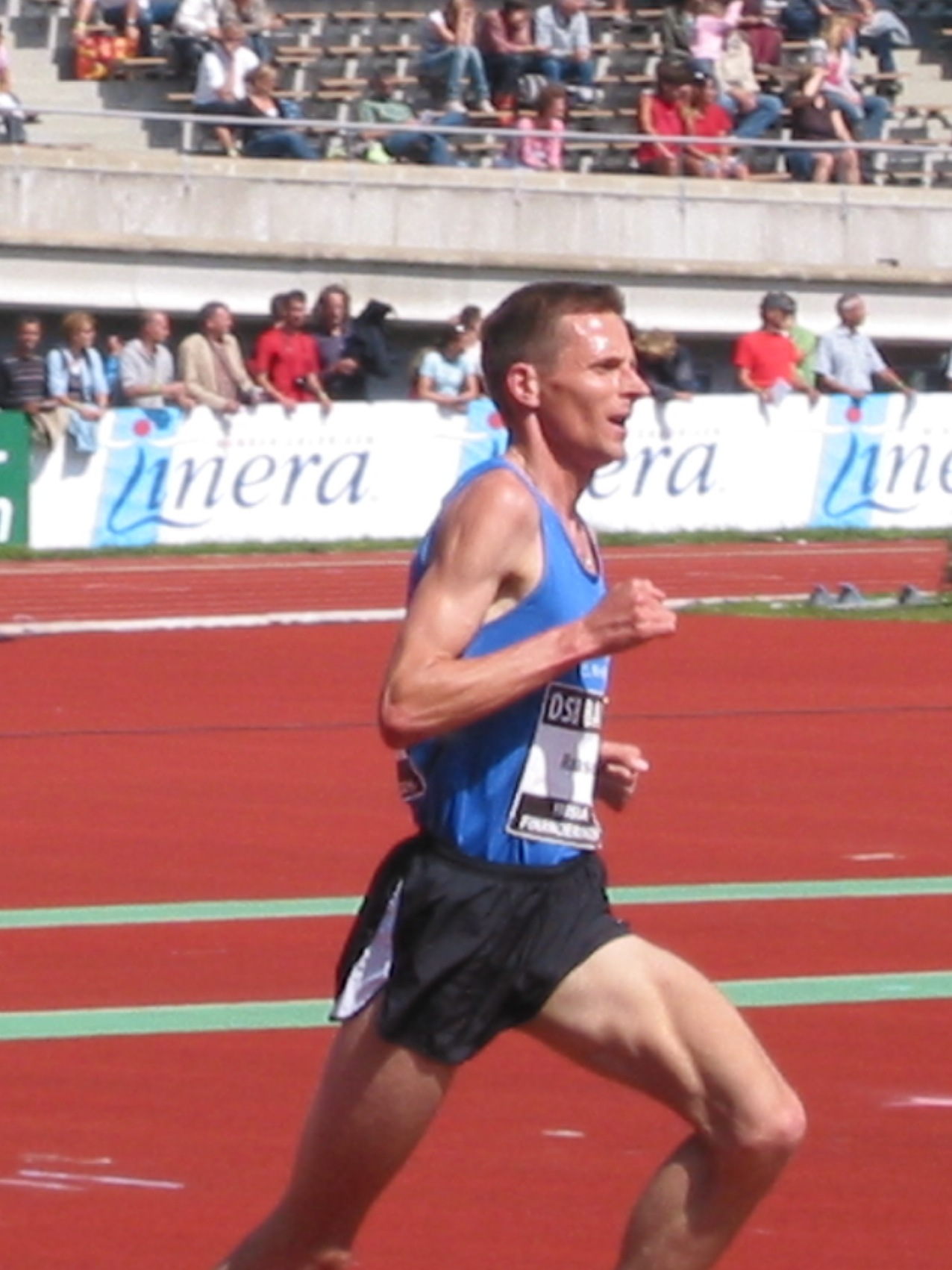
Kamiel Maase – Rang neun

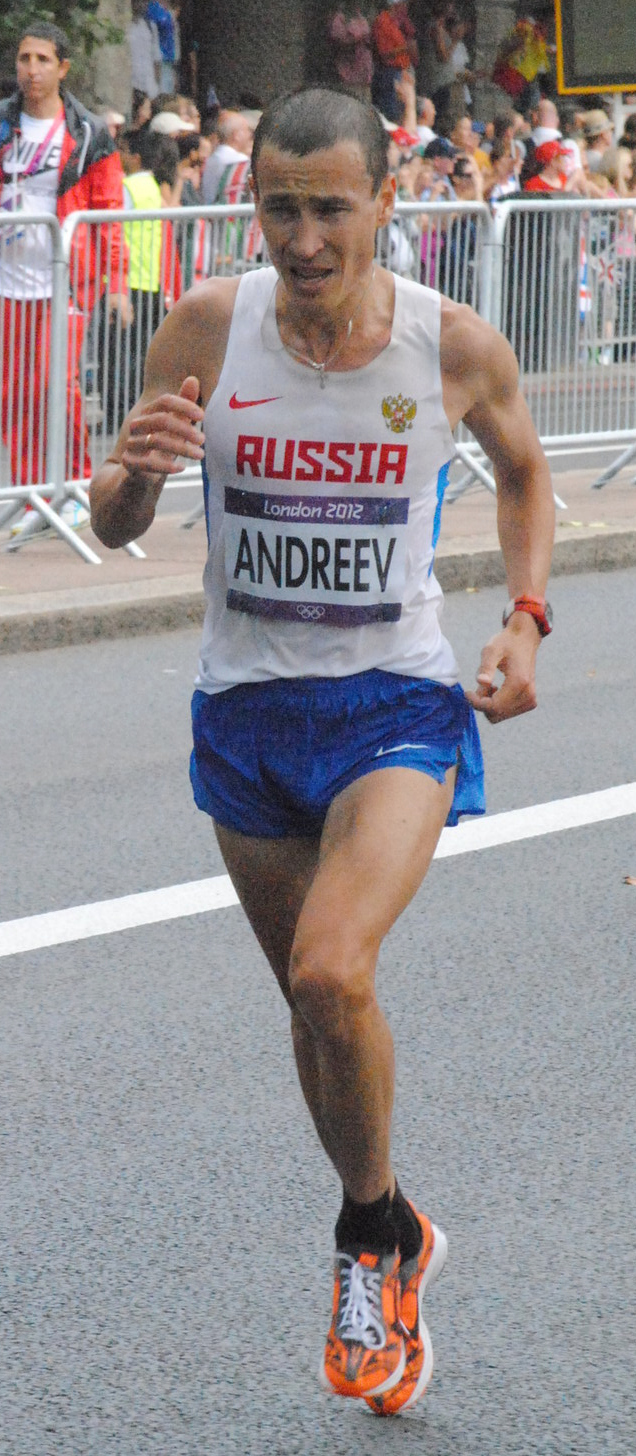
Grigori Andrejew – Rang siebzehn

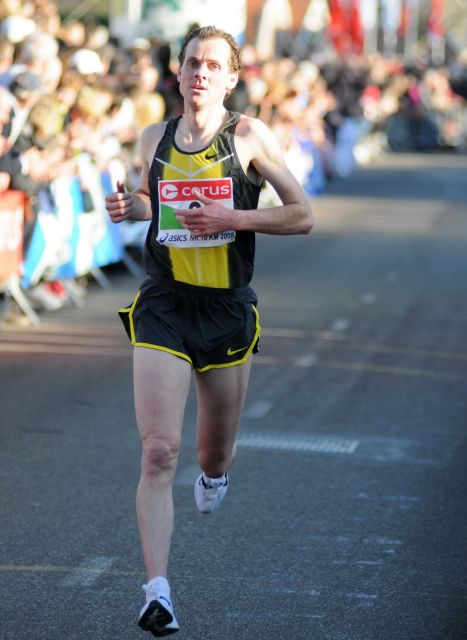
Sander Schutgens – Rang neunzehn

Aus einer Tempoverschärfung nach Kilometer dreißig entstand eine Vierergruppe bestehend aus den Italienern Stefano Baldini und Francesco Ingargiolo sowie dem Schweizer Viktor Röthlin und dem Spanier Julio Rey. Auch Titelverteidiger Janne Holmén aus Finnland konnte nicht mehr folgen. Bis Kilometer 35 wurden Ingargiolo und Rey ebenfalls abgehängt, von hinten schloss der Niederländer Luc Krotwaar zu diesen beiden auf. Baldini und Röthlin blieben bis Kilometer vierzig zusammen. Schließlich distanzierte der Italiener den Schweizer mit einer Tempoverschärfung. Um die Bronzemedaille entstand ein Zweikampf zwischen Rey und Krotwaar, den der Spanier für sich entschied.
| Platz | Athlet                | Land           | Zeit (h) |
| ----- | --------------------- | -------------- | -------- |
|       | Stefano Baldini       | Italien        | 2:11:32  |
|       | Viktor Röthlin        | Schweiz        | 2:11:50  |
|       | Julio Rey             | Spanien        | 2:12:37  |
| 04    | Luc Krotwaar          | Niederlande    | 2:12:44  |
| 05    | Francesco Ingargiola  | Italien        | 2:13:04  |
| 06    | Dmitriy Semyonov      | Russland       | 2:13:09  |
| 07    | Janne Holmén          | Finnland       | 2:13:10  |
| 08    | Alberto Chaíça        | Portugal       | 2:13:14  |
| 09    | Kamiel Maase          | Niederlande    | 2:13:46  |
| 10    | Luís Jesus            | Portugal       | 2:14:15  |
| 11    | Danilo Goffi          | Italien        | 2:14:45  |
| 12    | Rafał Wójcik          | Polen          | 2:14:58  |
| 13    | Dmitri Burmakin       | Russland       | 2:15:33  |
| 14    | Abdelhakim Bagy       | Frankreich     | 2:15:54  |
| 15    | Hélder Ornelas        | Portugal       | 2:16:03  |
| 16    | Dan Robinson          | Großbritannien | 2:16:06  |
| 17    | Grigori Andrejew      | Russland       | 2:16:36  |
| 18    | Seteng Ayele          | Israel         | 2:17:04  |
| 19    | Sander Schutgens      | Niederlande    | 2:17:11  |
| 20    | Huw Lobb              | Großbritannien | 2:17:17  |
| 21    | David Ramard          | Frankreich     | 2:17:23  |
| 22    | Hugo van den Broek    | Niederlande    | 2:17:25  |
| 23    | Toni Bernado          | Andorra        | 2:17:37  |
| 24    | Leonid Shvetsov       | Russland       | 2:18:49  |
| 25    | Asaf Bimro            | Israel         | 2:19:40  |
| 26    | Pavel Faschingbauer   | Tschechien     | 2:19:41  |
| 27    | Tomas Abyu            | Großbritannien | 2:20:45  |
| 28    | Francis Kirwa         | Finnland       | 2:21:05  |
| 29    | Said Regraugui        | Schweden       | 2:21:33  |
| 30    | Kamal Ziani           | Spanien        | 2:21:49  |
| 31    | Henrik Sandstad       | Norwegen       | 2:22:10  |
| 32    | Andrey Chernysov      | Russland       | 2:23:23  |
| 33    | Kristoffer Österlund  | Schweden       | 2:23:26  |
| 34    | Wodage Zvadya         | Israel         | 2:24:52  |
| 35    | Trond Idland          | Norwegen       | 2:26:23  |
| 36    | Jaakko Kero           | Finnland       | 2:27:45  |
| 37    | Kristian Algers       | Schweden       | 2:28:27  |
| 38    | Karl Johan Rasmussen  | Norwegen       | 2:30:05  |
| 39    | Trpe Martinovski      | Mazedonien     | 2:54:46  |
| 40    | Tomislav Spasevski    | Mazedonien     | 3:04:38  |
| DNF   | Dastaho Svench        | Israel         |          |
| DNF   | Luís Novo             | Portugal       |          |
| DNF   | Ruggero Pertile       | Italien        |          |
| DNF   | Paulo Gomes           | Portugal       |          |
| DNF   | José Ríos             | Spanien        |          |
| DNF   | José Manuel Martínez  | Spanien        |          |
| DNF   | Giacomo Leone         | Italien        |          |
| DNF   | António Sousa         | Portugal       |          |
| DNF   | Peter Riley           | Großbritannien |          |
| DNF   | Ottavio Andriani      | Italien        |          |
| DNF   | Kent Claesson         | Schweden       |          |
| DNF   | Marek Poszepczynski   | Schweden       |          |
| DNF   | Tuomo Lehtinen        | Finnland       |          |
| DNF   | Benoît Zwierzchiewski | Frankreich     |          |

## Ergebnis Marathon-Cup
| Platz | Land           | Athleten                                            | Zeit (h) |
| ----- | -------------- | --------------------------------------------------- | -------- |
| 1     | Italien        | Stefano Baldini Francesco Ingargiola Danilo Goffi   | 6:39:21  |
| 2     | Portugal       | Alberto Chaíça Luís Jesús Hélder Ornelas            | 6:43:22  |
| 3     | Niederlande    | Luc Krotwaar Kamiel Maase Sander Schutgens          | 6:43:41  |
| 4     | Russland       | Dmitri Semjonow Dmitri Burmakin Grigori Andrejew    | 6:45:18  |
| 5     | Großbritannien | Dan Robinson Huw Lobb Tomas Abyu                    | 6:54:08  |
| 6     | Israel         | Ayele Setegne Asaf Bimro Wodage Zvadya              | 7:01:36  |
| 7     | Finnland       | Janne Holmén Francis Kirwa Jaakko Kero              | 7:02:00  |
| 8     | Schweden       | Said Regraugui Kristoffer Österlund Kristian Algers | 7:13:26  |
| 9     | Norwegen       | Henrik Sandstad Trond Idland Karl Johan Rasmussen   | 7:18:38  |

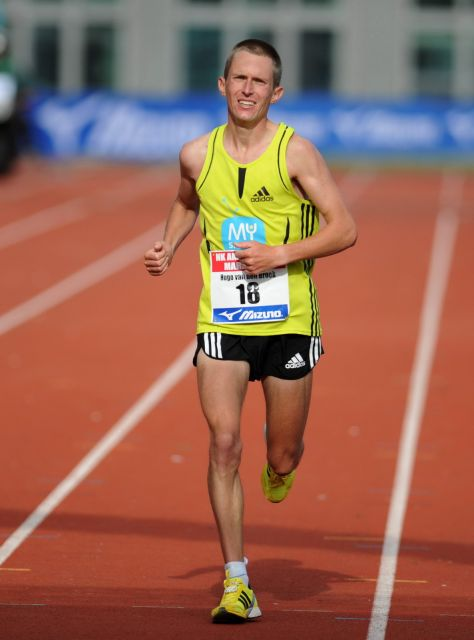
Hugo ;van den Broek –  Rang 22
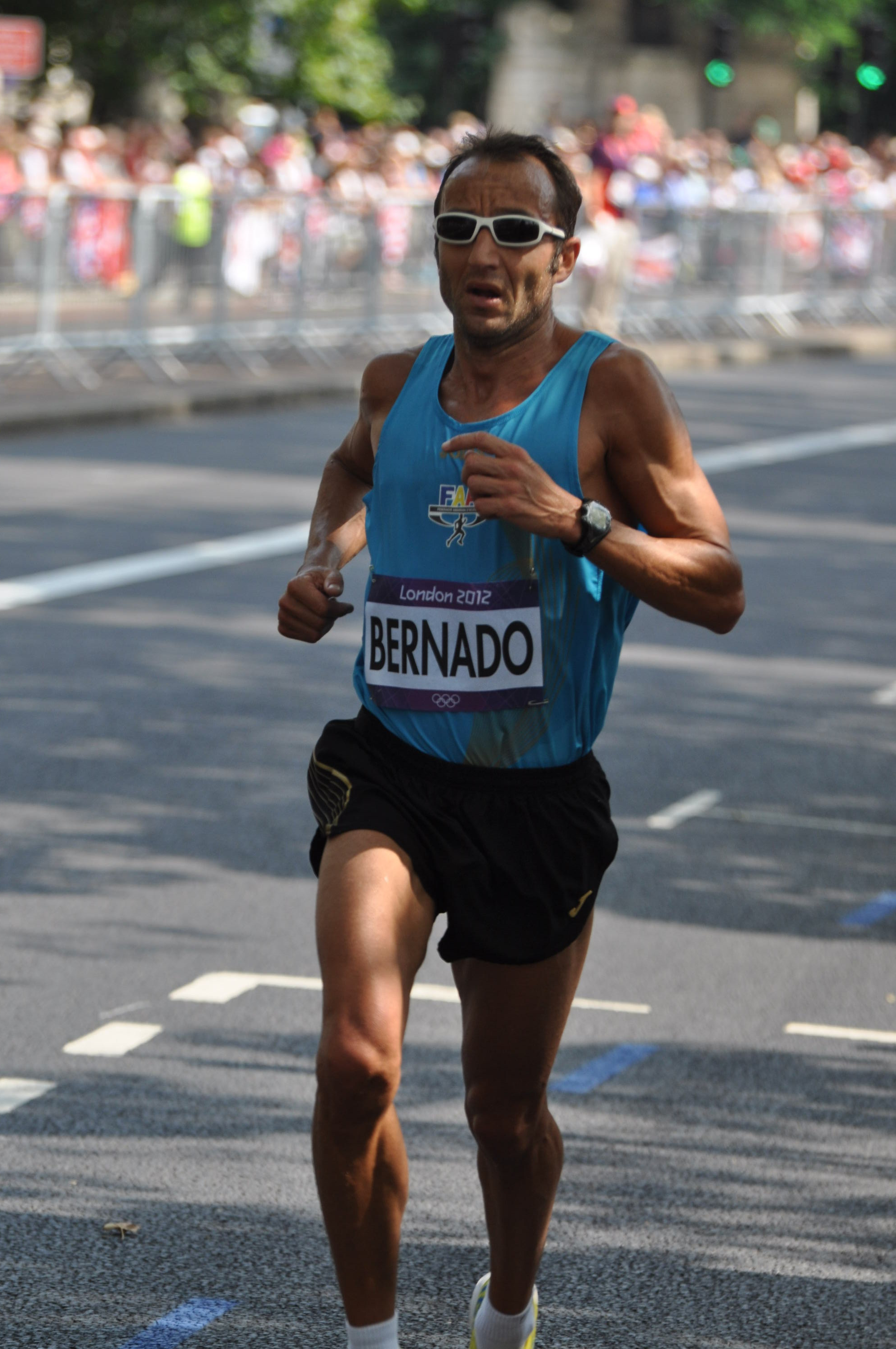
Toni Bernardo –  Rang 23
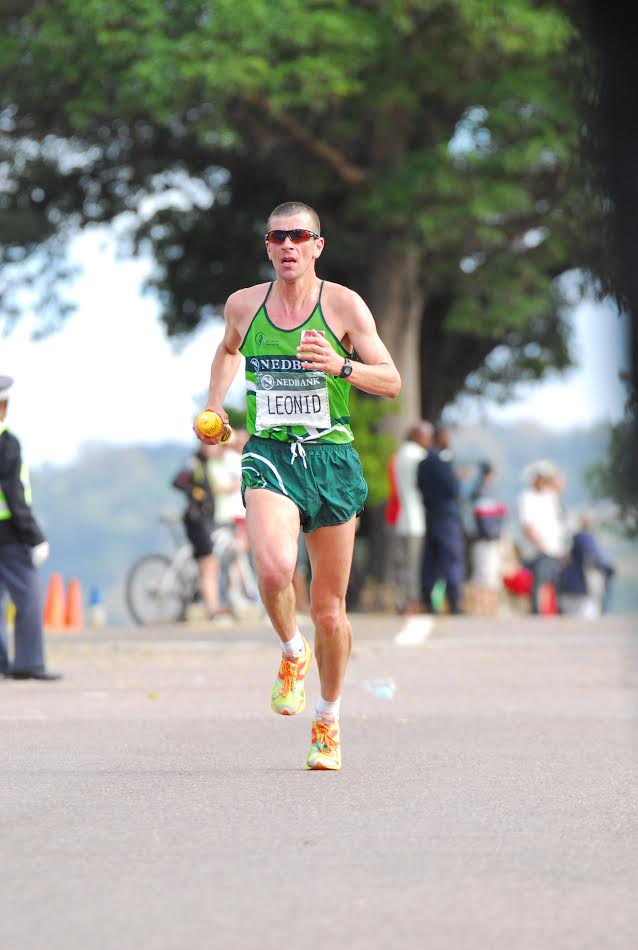
Leonid Shvetsov –  Rang 24

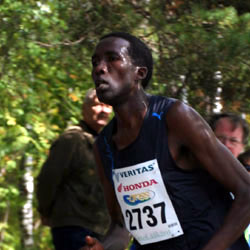
Francis Kirwa –  Rang 28
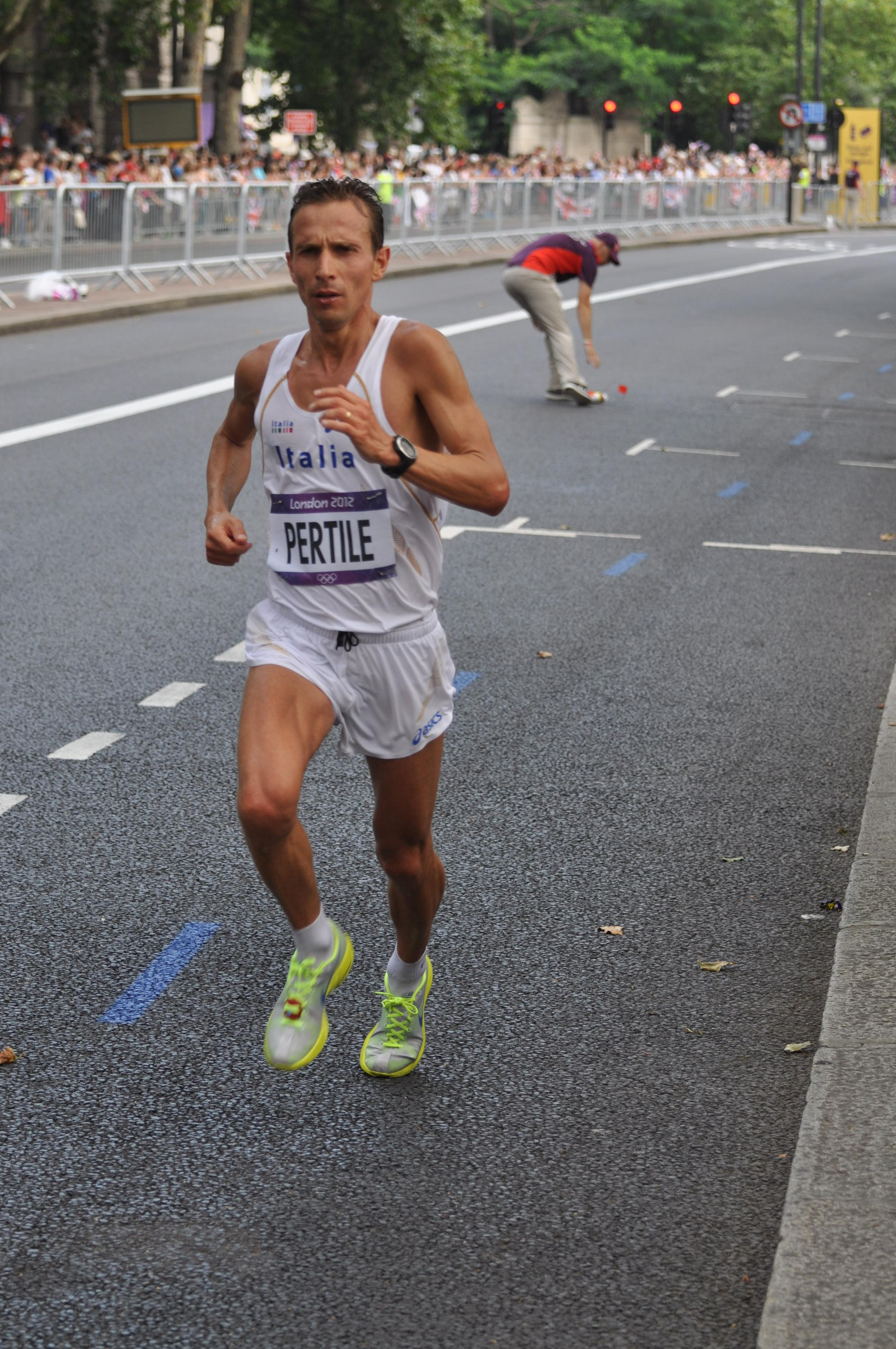
Ruggero Pertile –  Rennen nicht beendet
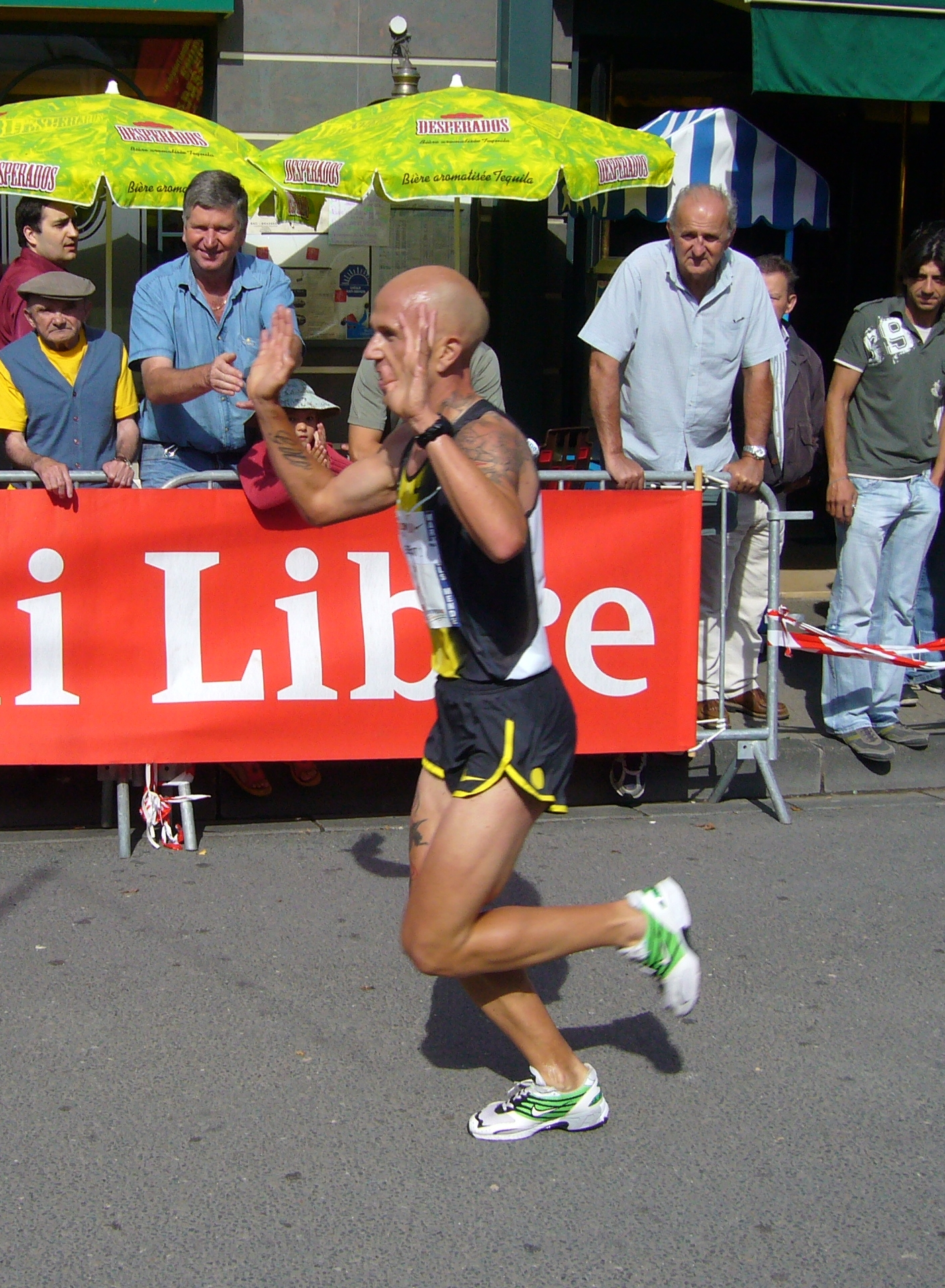
Benoît Zwierzchiewski –  Rennen nicht beendet